# Estadístiques de la Primera divisió espanyola de futbol
El Campionat de Lliga de Primera Divisió, també conegut com a Primera Divisió d'Espanya, La Lliga o la LaLiga EASports per motius de patrocini des de la temporada 2023-24, és la màxima categoria del sistema de lligues de futbol d'Espanya. Va començar a disputar-se des de la temporada 1928-29 i s'han disputat des de llavors un total de 93 edicions de manera ininterrompuda amb l'excepció dels anys en què va transcórrer la Guerra Civil.
És considerat un dels campionats de lliga professionals més forts i reconeguts del món segons un estudi realitzat per l'organisme oficial de la Federació Internacional d'Història i Estadística de Futbol (IFFHS), publicat el gener de 2014, i un els cinc millors tornejos europeus juntament amb la Sèrie A italiana, la Premier League anglesa, la Fußball-Bundesliga alemanya i la Ligue 1 francesa.
Malgrat això, únicament 9 equips de 63 que han disputat alguna vegada la competició han aconseguit proclamar-se vencedors, estant més repartit a la resta dels campionats europeus esmentats, gràcies sobretot als resultats obtinguts pel Reial Madrid i el FC Barcelona, dos dels clubs més llorejats a nivell mundial, que sumen un total de 63 títols en 93 edicions.

## Estadístiques de clubs

### Defensor del títol
L'Athletic Club es va convertir en el primer equip a revalidar el títol de campió la temporada 1930-31, la tercera edició del campionat. Seguidament, va ser el Reial Madrid el primer a igualar la gesta en conquistar les dues següents edicions, i després d'ells l'Atlético Aviación el 1941. Després d'ells, el FC Barcelona en tres ocasions, el ja citat Atlético de Madrid en una altra, i el Reial Madrid en altres dues van revalidar el títol fins que es produí el fins llavors rècord de defensa del títol. La temporada 1960-61 va guanyar la lliga el Real Madrid, i la guanyaria en les següents quatre edicions, aconseguint un rècord històric en la competició de cinc títols consecutius. La gesta només va poder ser igualada pel mateix club entre les temporades de 1985 a 1990. El FC Barcelona és l'únic club que va estar a punt d'aconseguir la mateixa marca en aconseguir quatre títols consecutius entre 1990 i 1994.
En total cinc clubs han aconseguit revalidar el títol en 33 ocasions, sent el que més vegades ho ha aconseguit el Real Madrid amb disset, seguit del FC Barcelona amb onze, l'Athletic Club i l'Atlético de Madrid amb dos cadascun, i la Real Sociedad en una ocasió. Madridistes i barcelonistes són els únics capaços d'estendre més enllà de dues edicions el trofeu.
Pel que fa a la pitjor actuació d'un campió la temporada següent va ser l'Athletic Club qui després de vèncer en la temporada 1942-43, la següent temporada va finalitzar en desena posició, a dos punts de l'eliminatòria de descens a Segona Divisió.
Entre les millors actuacions d'un equip debutant, i sense comptabilitzar la primera edició del campionat, destaca la produïda en la temporada 1941-42 pel Deportivo de la Coruña, qui després d'aconseguir participar per primera vegada en la màxima categoria espanyola va finalitzar en quarta posició.

### Participacions i classificació històrica
Els 4.864 punts aconseguits pel Reial Madrid CF el situen com a líder la classificació històrica de la competició entre els 63 equips que alguna vegada han participat en la mateixa. Elaborada per la Lliga Nacional de Futbol Professional (LNFP), es basa en els punts aconseguits per cada equip a primera divisió, independentment de si en una temporada la victòria atorgava dos o tres punts al vencedor, o del nombre de punts en joc.
Els únics tres clubs que han estat presents en totes i cadascuna de les 92 edicions de la competició són el Reial Madrid, el FC Barcelona i l'Athletic Club, seguits per les 88 temporades del València CF, situat en quarta posició.
Pel que fa a resultats, és el Reial Madrid qui acumula més victòries amb 1.791, l'Athletic Club qui acumula més empats amb 707, i el RCD Espanyol qui acumula més derrotes amb 1.152. Els madridistes són també els que tenen un millor percentatge a l'hora d'aconseguir el títol a en aconseguir vèncer-lo en un 38,04% d'ocasions entre tots els campionats disputats.
Estadístiques actualitzades fins l'últim partit jugat el 23 maig 2021. Sistema de puntuació històric de 2 o 3 punts per victòria. En cursiva equips sense participació en l'actualitat.
| Pos |  | Club              | Temporades | Punts | PJ   | PG   | PE  | PP   | Pts. x3 | títols | % Èxit 1 | % Èxit 2 |
| --- |  | ----------------- | ---------- | ----- | ---- | ---- | --- | ---- | ------- | ------ | -------- | -------- |
| 1   |  | Reial Madrid CF   | 91         | 4700  | 2914 | 1741 | 585 | 588  | 5808    | 34     | 37.36    | 66.44    |
| 2   |  | FC Barcelona      | 91         | 4603  | 2914 | 1684 | 592 | 638  | 5644    | 26     | 28.57    | 64.56    |
| 3   |  | Atlètic de Madrid | 85         | 3753  | 2766 | 1330 | 642 | 794  | 4632    | 11     | 11.11    | 55.82    |
| 4   |  | València CF       | 87         | 3616  | 2816 | 1248 | 663 | 905  | 4407    | 6      | 6.59     | 52.17    |
| 5   |  | Athletic Club     | 91         | 3561  | 2914 | 1256 | 685 | 973  | 4453    | 8      | 8.79     | 50.94    |
| 6   |  | Sevilla FC        | 78         | 3080  | 2560 | 1067 | 564 | 929  | 3765    | 1      | 1.1      | 49.02    |
| 7   |  | RCD Espanyol      | 86         | 2919  | 2740 | 979  | 642 | 1119 | 3579    | -      | -        | 43.54    |
| 8   |  | Reial Societat    | 75         | 2790  | 2454 | 924  | 614 | 916  | 3386    | 2      | 2.2      | 45.99    |
| 9   |  | Reial Saragossa   | 58         | 2109  | 1986 | 698  | 522 | 766  | 2616    | -      | -        | 43.91    |
| 10  |  | Reial Betis       | 56         | 2097  | 1880 | 665  | 475 | 740  | 2470    | 1      | 1.1      | 43.79    |

### Gols
Al llarg de la trajectòria de la competició s'han marcat més de 70.000 gols. El danès Daniel Wass va ser qui va marcar un dels últims gols notables històrics, el número 70.000, en un partit del RC Celta de Vigo davant del RC Deportivo de La Coruña pertanyent a la jornada 17 de la temporada 2017-18. Per equips, és el FC Barcelona qui ha marcat més gols, amb un total de 6.398, i el RCD Espanyol qui més n'ha encaixat amb 4.131.
Fins a tretze ocasions algun equip ha aconseguit marcar 10 o més gols en un partit del campionat. Destaca que únicament cinc equips són els autors d'aquests resultats, és a dir, l'Athletic Club, aconseguint-ho en 4 ocasions, el Reial Madrid i el Sevilla FC en 3, i el FC Barcelona, el Celta de Vigo i el Deportivo de la Coruña en 1. D'ells, el 12-1 que li van endossar el conjunt basc al FC Barcelona la temporada 1930-31 es manté des de llavors com l'única vegada que un equip ha marcat 12 gols, i com el major avantatge de gols produït amb una diferència d'11. Destaca, així mateix, que 2 dels 9 resultats més voluminosos en la història de la competició, i els 2 pitjors, els hagi rebut el FC Barcelona qui és un dels equips amb millor palmarès de la competició.
El partit amb més gols marcats, 14, es va produir el 5 de maig de 1933 quan va l'Athletic Club va vèncer per 9-5 al Racing de Santander.
A continuació s'enumeren aquests resultats ordenats segons la diferència de gols.
Estadístiques actualitzades fins l'últim partit jugat el 26 maig 2024.
| # | Vencedor               | Resultat | Perdedor            | Notes                               |
| - | ---------------------- | -------- | ------------------- | ----------------------------------- |
| 1 | Athletic Club          | 12 - 1   | FC Barcelona        | Diferència de gols: 11 (08-02-1931) |
| 2 | Sevilla FC             | 11 - 1   | FC Barcelona        | Diferència de gols: 10 (29-09-1940) |
| 2 | Sevilla FC             | 10 - 0   | Reial Oviedo        | Diferència de gols: 10 (28-09-1941) |
| 2 | Athletic Club          | 10 - 0   | RC Celta de Vigo    | Diferència de gols: 10 (11-01-1942) |
| 2 | Athletic Club          | 10 - 0   | UE Lleida           | Diferència de gols: 10 (19-11-1950) |
| 3 | Reial Madrid CF        | 11 - 2   | Elx CF              | Diferència de gols: 9 (07-02-1960)  |
| 3 | Athletic Club          | 10 - 1   | Reial Saragossa     | Diferència de gols: 9 (23-09-1951)  |
| 3 | Reial Madrid CF        | 10 - 1   | UD Las Palmas       | Diferència de gols: 9 (04-01-1959)  |
| 3 | FC Barcelona           | 10 - 1   | Nàstic de Tarragona | Diferència de gols: 9 (10-09-1949)  |
| 3 | RC Celta de Vigo       | 10 - 1   | Nàstic de Tarragona | Diferència de gols: 9 (23-10-1949)  |
| 3 | Deportivo de La Coruña | 10 - 1   | UE Lleida           | Diferència de gols: 9 (05-11-1950)  |
| 4 | Reial Madrid CF        | 10 - 2   | Rayo Vallecano      | Diferència de gols: 8 (20-12-2015)  |
| 5 | Sevilla FC             | 10 - 3   | València CF         | Diferència de gols: 7 (13-10-1940)  |

## Estadístiques individuals

### Màxims golejadors històrics

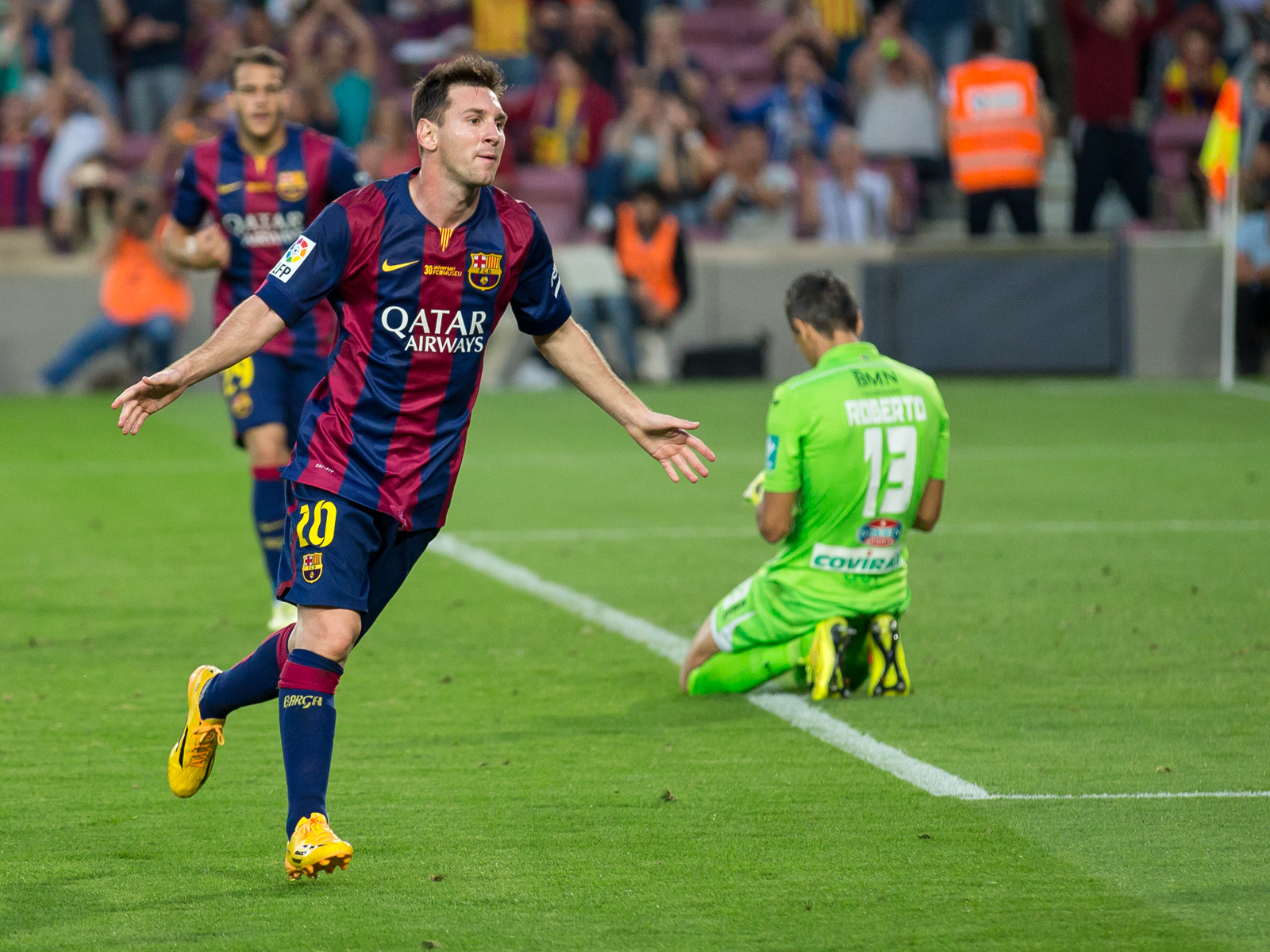
Lionel Messi és el màxim golejador de la competició.

El màxim golejador de la competició és l'argentí Lionel Messi amb 474 gols, seguit del portuguès Cristiano Ronaldo i el basc Telmo Zarra amb 311 i 251 gols respectivament, després de superar els dos primers el registre de Zarra que durant anys es va mantenir com inabastable en la història de la competició.
A més, cal destacar d'entre els màxims golejadors el basc Isidro Lángara per ser el jugador amb millor mitjana golejadora de la competició, amb 1,16 gols per partit, per davant de Cristiano Ronaldo amb una mitjana d'1,07 i d'Bata amb 0,92. Només nou futbolistes han aconseguit marcar més de 200 gols en la competició.
A continuació s'enumeren els 20 futbolistes que han marcat més gols en la primera divisió d'Espanya des de la temporada 1928-29 fins a la 2023-24.
Estadístiques actualitzades fins l'últim partit jugat el 26 maig 2024.
| #    | Jugador                  | Gols | Partits | Coeficient | Debut | Equip(s)                                                                           |
| ---- | ------------------------ | ---- | ------- | ---------- | ----- | ---------------------------------------------------------------------------------- |
| 1.º  | Lionel Messi             | 474  | 520     | 0.91       | 2004  | FC Barcelona (474)                                                                 |
| 2.º  | Cristiano Ronaldo        | 311  | 292     | 1.07       | 2009  | Reial Madrid CF (311)                                                              |
| 3.º  | Telmo Zarra              | 251  | 277     | 0.91       | 1940  | Athletic Club (251)                                                                |
| 4.º  | Karim Benzema            | 238  | 439     | 0.54       | 2009  | Reial Madrid CF (238)                                                              |
| 5.º  | Hugo Sánchez             | 234  | 347     | 0.67       | 1981  | Atlètic de Madrid (54), Reial Madrid CF (164), Rayo Vallecano (16)                 |
| 6.º  | Raúl González            | 228  | 550     | 0.41       | 1994  | Reial Madrid CF (228)                                                              |
| 7.º  | Alfredo Di Stéfano       | 227  | 329     | 0.69       | 1953  | Reial Madrid CF (216), RCD Español (11)                                            |
| 8.º  | César Rodríguez          | 221  | 353     | 0.63       | 1940  | Granada CF (23), FC Barcelona (190), Cultural y Deportiva Leonesa (3), Elx CF (5)  |
| 9.º  | Enrique Castro Quini     | 219  | 448     | 0.49       | 1968  | Real Sporting (165), FC Barcelona (54)                                             |
| 10.º | Manuel Fernández Pahiño  | 212  | 278     | 0.76       | 1943  | RC Celta de Vigo (57), Reial Madrid CF (109), R. C. Deportivo (46)                 |
| 11.º | Edmundo Suárez Mundo     | 195  | 229     | 0.85       | 1939  | Valencia CF (186), CE Alcoià (9)                                                   |
| 12.º | Antoine Griezmann        | 190  | 492     | 0.39       | 2010  | Reial Societat (40), Atlètic de Madrid (128), FC Barcelona (22)                    |
| 13.º | Carlos Alonso Santillana | 186  | 461     | 0.40       | 1971  | Reial Madrid CF (186)                                                              |
| 14.º | David Villa              | 185  | 352     | 0.53       | 2003  | Reial Saragossa (31), Valencia CF (107), FC Barcelona (33), Atlètic de Madrid (13) |
| 15.º | Juan Arza                | 182  | 349     | 0.52       | 1943  | Sevilla FC (182)                                                                   |
| 16.º | Luis Suárez              | 179  | 258     | 0.69       | 2014  | FC Barcelona (147), Atlètic de Madrid (32)                                         |
| 17.º | Guillermo Gorostiza      | 178  | 255     | 0.70       | 1929  | Athletic Club (106), Valencia CF (72)                                              |
| 18.º | Samuel Eto'o             | 162  | 280     | 0.58       | 1998  | RCD Mallorca (54), FC Barcelona (108)                                              |
| 19.º | Luis Aragonés            | 160  | 360     | 0.44       | 1960  | Reial Oviedo (4), Real Betis Balompié (33), Atlètic de Madrid (123)                |
| 20.º | Aritz Aduriz             | 158  | 443     | 0.36       | 2002  | Athletic Club (118), RCD Mallorca (23), Valencia CF (17)                           |

### Golejadors per temporada
L'argentí Lionel Messi és el jugador que més vegades s'ha proclamat màxim golejador, o «pitxitxi», de la competició, en aconseguir-ho en 8 temporades, seguit pel basc Telmo Zarra, amb 6. Segueixen en el registre amb 5 trofeus l'hispanoargentí Alfredo Di Stéfano, l'asturià Enrique Castro Quini i el mexicà Hugo Sánchez.

### Millors porters
Els catalans Antoni Ramallets i Víctor Valdés i l'eslovè Jan Oblak són els porters que més vegades van tenir el millor quocient de gols encaixats en una temporada i que, per tant, es van proclamar guanyadors del trofeu Zamora, amb un total de 5 vegades. Cal destacar també el porter basc Andoni Zubizarreta, el que més partits ha disputat en el campionat (622, entre 1981 i 1998) i el que va acumula més partits sense encaixar cap gol, amb un total de 233. També cal destacar el manxec Abel Resino, que la temporada 1990-91 amb l'Atlético de Madrid va deixar la porteria a zero durant 1.275 minuts, rècord encara avui vigent. Encara, cal esmentar el brasiler Diego Alves com el porter que més penals ha parat en tota la història del campionat, amb un total de 24 penals aturats (de 47), rècord absolut, i també el que més penals ha aturat en una sola temporada, amb 6, la temporada 2016-17.

### Jugadors amb més presències
Entre els jugadors que més partits han disputat al llarg de la història de la competició destaquen per sobre de tots el vitorià Andoni Zubizarreta i l'andalús Joaquín Sánchez, tots dos amb un total de 622 partits. El navarrès Raúl García (609), el madrileny Raúl González (550), el val·lisoletà Eusebio Sacristán (543), el corunyès Paco Buyo (542), l'andalús Sergio Ramos (536), el madrileny Manolo Sanchís (523), l'argentí Lionel Messi (520), el madrileny Iker Casillas (510), el terrassenc Xavi Hernández (505), l'olotí Miquel Soler (504) i l'andalús Jesús Navas (501) completen el grup de futbolistes que han disputat més de 500 partits en la competició.
A continuació s'enumeren els 10 futbolistes que més partits han disputat en la primera divisió d'Espanya des de la temporada 1928-29 fins a la 2023-24:
Estadístiques actualitzades fins l'últim partit jugat el 24 maig 2024.
| #  | Jugador            | Partits | Període              | Equip(s)                                                                               |
| -- | ------------------ | ------- | -------------------- | -------------------------------------------------------------------------------------- |
| 1  | Andoni Zubizarreta | 622     | 1981-1998            | Athletic Club (169), FC Barcelona (301), Valencia CF (152)                             |
| =  | Joaquín Sánchez    | 622     | 2001-2013, 2015-2023 | Reial Betis (407), Valencia CF (158), Málaga CF (57)                                   |
| 3  | Raúl García        | 609     | 2004-2024            | CA Osasuna (101), Atlètic de Madrid (216), Athletic Club (292)                         |
| 4  | Raúl González      | 550     | 1994-2010            | Reial Madrid CF (550)                                                                  |
| 5  | Eusebio Sacristán  | 543     | 1983-2002            | Real Valladolid CF (246), Atlètic de Madrid (27), FC Barcelona (203), R. C. Celta (67) |
| 6  | Paco Buyo          | 542     | 1980-1997            | Sevilla FC (199), Reial Madrid CF (343)                                                |
| 7  | Sergio Ramos       | 536     | 2003-2021, 2023      | Reial Madrid CF (469), Sevilla FC (67)                                                 |
| 8  | Manolo Sanchís     | 523     | 1983-2001            | Reial Madrid CF (523)                                                                  |
| 9  | Lionel Messi       | 520     | 2004-2021            | FC Barcelona (520)                                                                     |
| 10 | Iker Casillas      | 510     | 1999-2015            | Reial Madrid CF (510)                                                                  |

## Altres dades estadístiques

### Equips
Estadístiques actualitzades fins l'últim partit jugat el 26 maig 2024.
| Rècord                                                                                                  | Equip(s)                                                                                             | Xifra         | Temporada                                               |
| Més victòries (totes les temporades)                                                                    | Reial Madrid CF                                                                                      | 1.820 partits |                                                         |
| Més empats (totes les temporades)                                                                       | Athletic Club                                                                                        | 718 partits   |                                                         |
| Més derrotes (totes les temporades)                                                                     | RCD Espanyol                                                                                         | 1.152 partits |                                                         |
| Més gols marcats (totes les temporades)                                                                 | Reial Madrid CF                                                                                      | 6.783 gols    |                                                         |
| Més gols encaixats (totes les temporades)                                                               | RCD Espanyol                                                                                         | 4.156 gols    |                                                         |
| Més expulsats (totes les temporades)                                                                    | Sevilla FC                                                                                           | 349           |                                                         |
| Més targetes grogues (totes les temporades)                                                             | València CF                                                                                          | 4.100         |                                                         |
| Més victòries (en una temporada)                                                                        | Reial Madrid CF FC Barcelona                                                                         | 32 partits    | 2011-12 2012-13                                         |
| Més victòries consecutives (ratxa guanyant) (en una temporada)                                          | FC Barcelona                                                                                         | 16 partits    | 2010-11                                                 |
| Més victòries a casa (en una temporada)                                                                 | Reial Madrid CF FC Barcelona                                                                         | 18 partits    | 1987-88 2009-10 2012-13                                 |
| Més victòries a casa consecutives (ratxa guanyant a casa) (en una temporada)                            | Reial Madrid CF                                                                                      | 17 partits    | 1985-86                                                 |
| Més victòries a domicili (en una temporada)                                                             | Reial Madrid CF                                                                                      | 16 partits    | 2011-12                                                 |
| Més victòries a domicili consecutives (ratxa guanyant a domicili) (en una temporada)                    | FC Barcelona Reial Madrid CF                                                                         | 10 partits    | 2010-11 2011-12 2012-13                                 |
| Menys victòries (en una temporada)                                                                      | Reial Saragossa Reial Betis RC Celta de Vigo CD Logroñés Sporting de Gijón                           | 2 partits     | 1942-43 1943-44 1994-95 1997-98                         |
| Menys victòries consecutives (ratxa sense guanyar) (en una temporada)                                   | UD Almería                                                                                           | 28 partits    | 2023-24                                                 |
| Menys victòries a casa (en una temporada)                                                               | ? | ?             | ?                                                       |
| Menys victòries a casa consecutives (ratxa sense guanyar a casa) (en una temporada)                     | UD Almería                                                                                           | 18 partits    | 2023-24                                                 |
| Menys victòries a domicili (en una temporada)                                                           | ? | ?             | ?                                                       |
| Menys victòries a domicili consecutives (ratxa sense guanyar a domicili) (en una temporada)             | Osasuna                                                                                              | 20 partits    | 1986-87                                                 |
| Més empats (en una temporada)                                                                           | Deportivo de La Coruña                                                                               | 18 partits    | 2015-16                                                 |
| Més empats consecutius (ratxa empatant) (en una temporada)                                              | Real Burgos CF                                                                                       | 7 partits     | 1978-79                                                 |
| Més empats a casa (en una temporada)                                                                    | ? | ?             | ?                                                       |
| Més empats a casa consecutius (ratxa empatant a casa) (en una temporada)                                | Hèrcules CF                                                                                          | 8 partits     | 1984-85                                                 |
| Més empats a domicili (en una temporada)                                                                | ? | ?             | ?                                                       |
| Més empats a domicili consecutius (ratxa empatant a domicili) (en una temporada)                        | Atlètic de Madrid València CF Vila-real CF Reial Betis                                               | 6 partits     | 1957-58 2001-02 2014-15 2023-24                         |
| Menys empats (en una temporada)                                                                         | Racing de Santander Athletic Club Reial Societat FC Barcelona Osasuna València CF                    | 0 partits     | 1929-30 1930-31 1931-32 1932-33 1933-34 1935-36 1963-64 |
| Menys empats consecutius (ratxa sense empatar) (en una temporada)                                       | Sporting de Gijón                                                                                    | 33 partits    | 2008-09                                                 |
| Menys empats a casa (en una temporada)                                                                  | ? | ?             | ?                                                       |
| Menys empats a casa consecutius (ratxa sense empatar a casa) (en una temporada)                         | Reial Madrid CF UD Las Palmas RC Celta de Vigo Rayo Vallecano                                        | 19 partits    | 1987-88 2005-06 2007-08 2009-10 2013-14                 |
| Menys empats a domicili (en una temporada)                                                              | ? | ?             | ?                                                       |
| Menys empats a domicili consecutius (ratxa sense empatar a domicili) (en una temporada)                 | UD Las Palmas Reial Betis Vila-real CF Sporting de Gijón Sevilla FC RC Celta de Vigo Reial Madrid CF | 19 partits    | 1986-87 1987-88 2007-08 2008-09 2009-10 2013-14 2014-15 |
| Més derrotes (en una temporada)                                                                         | Sporting de Gijón                                                                                    | 29 partits    | 1997-98                                                 |
| Més derrotes consecutives (ratxa perdent) (en una temporada)                                            | UD Las Palmas                                                                                        | 11 partits    | 1959-60                                                 |
| Més derrotes a casa (en una temporada)                                                                  | ? | ?             | ?                                                       |
| Més derrotes a casa consecutives (ratxa perdent a casa) (en una temporada)                              | Córdoba FC                                                                                           | 9 partits     | 2014-15                                                 |
| Més derrotes a domicili (en una temporada)                                                              | ? | ?             | ?                                                       |
| Més derrotes a domicili consecutives (ratxa perdent a domicili) (en una temporada)                      | UD Almería Cadis CF                                                                                  | 16 partits    | 1980-81 1981-82                                         |
| Menys derrotes (en una temporada)                                                                       | Athletic Club Reial Madrid CF                                                                        | 0             | 1929-30 1931-32                                         |
| Menys derrotes consecutives (ratxa sense perdre) (en una temporada)                                     | FC Barcelona                                                                                         | 36 partits    | 2017-18                                                 |
| Menys derrotes a casa (en una temporada)                                                                | ? | ?             | ?                                                       |
| Menys derrotes a casa consecutives (ratxa sense perdre a casa) (en una temporada)                       | Reial Madrid CF                                                                                      | 21 partits    | 1996-97                                                 |
| Menys derrotes a domicili (en una temporada)                                                            | ? | ?             | ?                                                       |
| Menys derrotes a domicili consecutives (ratxa sense perdre a domicili) (en una temporada)               | FC Barcelona                                                                                         | 18 partits    | 2017-18                                                 |
| Més gols marcats (en una temporada)                                                                     | Reial Madrid CF                                                                                      | 121 gols      | 2011-12                                                 |
| Millor diferència de gols (en una temporada)                                                            | Reial Madrid CF                                                                                      | +89 gols      | 2011-12                                                 |
| Millor coeficient de gols marcats (en una temporada)                                                    | Athletic Club                                                                                        | 4,05          | 1930-31                                                 |
| Més gols marcats en una 1a volta (en una temporada)                                                     | Reial Madrid CF                                                                                      | 67 gols       | 2011-12                                                 |
| Més gols marcats en una 2a volta (en una temporada)                                                     | FC Barcelona                                                                                         | 69 gols       | 2016-17                                                 |
| Més gols marcats en la 1a part del partit (en una temporada)                                            | FC Barcelona                                                                                         | 58 gols       | 2012-13                                                 |
| Més gols marcats en la 2a part del partit (en una temporada)                                            | Reial Madrid CF                                                                                      | 71 gols       | 2011-12                                                 |
| Més gols marcats consecutius (millor ratxa marcant) (en una temporada)                                  | FC Barcelona Reial Madrid CF                                                                         | 38 partits    | 2012-13 2016-17                                         |
| Més gols locals marcats (en una temporada)                                                              | Reial Madrid CF                                                                                      | 78 gols       | 1989-90                                                 |
| Més gols locals marcats consecutius (millor ratxa marcant a casa) (en una temporada)                    | FC Barcelona CD Tenerife Racing de Santander                                                         | 21 partits    | 1995-96 1996-97                                         |
| Més gols a domicili marcats (en una temporada)                                                          | Reial Madrid CF                                                                                      | 58 gols       | 2016-17                                                 |
| Més gols a domicili marcats consecutius (millor ratxa marcant a domicili) (en una temporada)            | FC Barcelona Reial Madrid CF                                                                         | 19 partits    | 2010-11 2012-13 2016-17 2017-18 2023-24                 |
| Menys gols marcats (en una temporada)                                                                   | CD Logroñés                                                                                          | 15 gols       | 1994-95                                                 |
| Pitjor coeficient de gols marcats (en una temporada)                                                    | ? | ?             | ?                                                       |
| Menys gols marcats en una 1a volta (en una temporada)                                                   | ? | ?             | ?                                                       |
| Menys gols marcats en una 2a volta (en una temporada)                                                   | ? | ?             | ?                                                       |
| Menys gols marcats consecutius (pitjor ratxa sense marcar) (en una temporada)                           | CE Sabadell FC CE Castelló                                                                           | 8 partits     | 1987-88 1990-91                                         |
| Menys gols locals marcats (en una temporada)                                                            | Granada CF                                                                                           | 8 gols        | 1969-70                                                 |
| Menys gols locals marcats consecutius (pitjor ratxa sense marcar a casa) (en una temporada)             | Athletic Club                                                                                        | 7 partits     | 1995-96                                                 |
| Menys gols a domicili marcats (en una temporada)                                                        | Deportivo de La Coruña                                                                               | 2 gols        | 1964-65                                                 |
| Menys gols a domicili marcats consecutius (pitjor ratxa sense marcar a domicili) (en una temporada)     | Hèrcules CF                                                                                          | 11 partits    | 2010-11                                                 |
| Més gols encaixats (en una temporada)                                                                   | UE Lleida                                                                                            | 134 gols      | 1950-51                                                 |
| Pitjor diferència de gols (en una temporada)                                                            | UE Lleida                                                                                            | -93 gols      | 1950-51                                                 |
| Pitjor coeficient de gols encaixats (en una temporada)                                                  | ? | ?             | ?                                                       |
| Més gols encaixats en una 1a volta (en una temporada)                                                   | ? | ?             | ?                                                       |
| Més gols encaixats en una 2a volta (en una temporada)                                                   | ? | ?             | ?                                                       |
| Més gols encaixats consecutius (pitjor ratxa encaixant) (en una temporada)                              | Racing de Santander UD Almería                                                                       | 30 partits    | 1954-55 2010-11                                         |
| Més gols encaixats a casa (en una temporada)                                                            | ? | ?             | ?                                                       |
| Més gols encaixats a casa consecutius (pitjor ratxa encaixant a casa) (en una temporada)                | Real Valladolid CF                                                                                   | 19 partits    | 2020-21                                                 |
| Més gols encaixats a domicili (en una temporada)                                                        | ? | ?             | ?                                                       |
| Més gols encaixats a domicili consecutius (pitjor ratxa encaixant a domicili) (en una temporada)        | UD Las Palmas                                                                                        | 22 partits    | 1986-87                                                 |
| Menys gols encaixats (en una temporada)                                                                 | Reial Madrid CF                                                                                      | 15 gols       | 1931-32                                                 |
| Millor coeficient de gols encaixats (en una temporada)                                                  | Deportivo de La Coruña                                                                               | 0,47          | 1993-94                                                 |
| Menys gols encaixats en una 1a volta (en una temporada)                                                 | ? | ?             | ?                                                       |
| Menys gols encaixats en una 2a volta (en una temporada)                                                 | ? | ?             | ?                                                       |
| Menys gols encaixats en la 1a part del partit (en una temporada)                                        | Deportivo de La Coruña                                                                               | 4 gols        | 1993-94                                                 |
| Menys gols encaixats en la 2a part del partit (en una temporada)                                        | Reial Madrid CF Athletic Club                                                                        | 7 gols        | 1932-33 1969-70                                         |
| Menys gols encaixats consecutius (millor ratxa sense encaixar) (en una temporada)                       | Atlètic de Madrid                                                                                    | 13 partits    | 1990-91                                                 |
| Menys gols locals encaixats (en una temporada)                                                          | Córdoba FC Pontevedra CF                                                                             | 2 gols        | 1964-65 1968-69                                         |
| Menys gols locals encaixats consecutius (millor ratxa sense encaixar a casa) (en una temporada)         | Córdoba FC Athletic Club                                                                             | 10            | 1964-65 1970-71                                         |
| Menys gols a domicili encaixats (en una temporada)                                                      | ? | ?             | ?                                                       |
| Menys gols a domicili encaixats consecutius (millor ratxa sense encaixar a domicili) (en una temporada) | FC Barcelona                                                                                         | 7             | 1986-87                                                 |
| Més punts (en una temporada)                                                                            | Reial Madrid CF FC Barcelona                                                                         | 100 punts     | 2011-12 2012-13                                         |
| Millor coeficient de punts (en una temporada)                                                           | Reial Madrid CF FC Barcelona                                                                         | 0,88          | 2011-12 2012-13                                         |
| Menys punts (en una temporada)                                                                          | Racing de Santander Arenas de Getxo RC Celta de Vigo                                                 | 9 punts       | 1928-29 1934-35 1942-43                                 |
| Pitjor coeficient de punts (en una temporada)                                                           | Sporting de Gijón                                                                                    | 0,15          | 1997-98                                                 |
| Més punts a casa (en una temporada)                                                                     | FC Barcelona                                                                                         | 55 punts      | 2014-15                                                 |
| Menys punts a casa (en una temporada)                                                                   | ? | ?             | ?                                                       |
| Més punts a domicili (en una temporada)                                                                 | Reial Madrid CF                                                                                      | 50 punts      | 2011-12                                                 |
| Menys punts a domicili (en una temporada)                                                               | ? | ?             | ?                                                       |
| Més punts en una 1a volta (en una temporada)                                                            | FC Barcelona                                                                                         | 55 punts      | 2012-13                                                 |
| Menys punts en una 1a volta (en una temporada)                                                          | ? | ?             | ?                                                       |
| Més punts en una 2a volta (en una temporada)                                                            | Reial Madrid CF                                                                                      | 52 punts      | 2009-10                                                 |
| Menys punts en una 2a volta (en una temporada)                                                          | ? | ?             | ?                                                       |
| Més expulsats (en una temporada)                                                                        | Reial Saragossa                                                                                      | 19            | 1996-97                                                 |
| Menys expulsats (en una temporada)                                                                      | Més de 200 equips                                                                                    | 0             | Múltiples temporades                                    |
| Més targetes grogues (en una temporada)                                                                 | RCD Espanyol                                                                                         | 150           | 2012-13                                                 |
| Menys targetes grogues (en una temporada)                                                               | Més de 200 equips                                                                                    | 0             | Múltiples temporades                                    |

### Jugadors
Estadístiques actualitzades fins l'últim partit jugat el 26 maig 2024.
| Rècord                                          | Primer | Segon | Tercer |
| Més títols                                      | Paco Gento - 12 | Pirri - 10 Leo Messi - 10 | Amancio - 9 Santillana - 9 José Antonio Camacho - 9 Andrés Iniesta - 9 Sergio Busquets - 9 Gerard Piqué - 9 |
| Més temporades                                  | Miquel Soler - 20 Joaquín Sánchez - 20 Raúl García | - 19 Ignacio Eizaguirre Piru Gaínza Paco Gento Gallego Eusebio Sacristán César Sánchez Sergio Ramos | - 18 Manuel Pazos José Ángel Iribar Manolo Sanchís Miquel Àngel Nadal Loren Juarros Albert Lopo |
| Més partits                                     | Andoni Zubizarreta - 622 Joaquín Sánchez - 622 | Raúl García - 609 | Raúl González - 550 |
| Més partits guanyats                            | Leo Messi - 383 | Sergio Busquets - 352 | Sergio Ramos - 342 |
| Més partits empatats                            | Joaquín Sánchez - 163 | Raúl García - 153 | Loren - 148 |
| Més partits perduts                             | Joaquín Sánchez - 210 | Raúl García - 187 | José Ramón Esnaola - 178 |
| Més minuts                                      | Andoni Zubizarreta - 55.746 | Paco Buyo - 48.717 | Sergio Ramos - 46.480 |
| Més jove                                        | Luka Romero - 15 anys i 255 dies | Sansón - 15 anys i 255 dies | Pedro Irastorza - 15 anys i 288 dies |
| Més veterà                                      | Harry Lowe - 48 anys i 226 dies | Joaquín Sánchez - 41 anys i 318 dies | Pepe Reina - 41 anys i 268 dies |
| Més Pitxitxis                                   | Leo Messi - 8 | Telmo Zarra - 6 | Alfredo Di Stéfano - 5 Quini - 5 Hugo Sánchez - 5 |
| Millors Pitxitxis                               | Bata - coeficient de 1,59, temp. 1930-31 | Isidro Lángara - coeficient de 1,5, temp. 1933-34 | Telmo Zarra - coeficient de 1,42, temp. 1946-47 |
| Millor coeficient global (+100 partits)         | Isidro Lángara - 1,16 (90/104) | Cristiano Ronaldo - 1,07 (311/292) | Leo Messi - 0,91 (474/520) |
| Més gols en un partit                           | Bata - 7, 8/2/1931 Kubala - 7, 10/021952 | César Rodríguez - 6, 22/03/1942 Mundo - 6, 28/02/1943 Telmo Zarra - 6, 19/11/1950 | - 5 José Iraragorri Victorio Unamuno Santi Urtizberea Pablo Pombo Julián Vergara Campanal I (2) Raimundo Blanco Telmo Zarra (3) Manuel Alday Esteban Echevarría (2) Rafael Alsúa Navarro II Miguel Muñoz Kubala Hermidita Armando Merodio Pepillo II Eulogio Martínez Ferenc Puskás Fidel Uriarte Manolo Clares Johann Krankl Pitxi Alonso Bebeto Alen Peternac Fernando Morientes Radamel Falcao Cristiano Ronaldo (2) |
| Més haul-tricks (7 gols en un partit)           | Bata - 7, 8/2/1931 Kubala - 7, 10/021952 | cap jugador | cap jugador |
| Més double hat-tricks (6 gols en un partit)     | César Rodríguez - 6, 22/03/1942 Mundo - 6, 28/02/1943 Telmo Zarra - 6, 19/11/1950 | cap jugador | cap jugador |
| Més repòkers (5 gols en un partit)              | Telmo Zarra - 3, 14/02/1943 & 01/01/1947 & 04/03/1951 | Campanal I - 2, 29/09/1940 & 25/01/1942 Esteban Echevarría - 2, 17/10/1943 & 21/12/1947 Cristiano Ronaldo - 2, 05/04/2015 & 12/09/2015 | - 1 José Iraragorri 27/11/1932 Victorio Unamuno 19/03/1933 Santi Urtizberea 19/03/1933 Pablo Pombo 30/12/1934 Bata 17/11/1935 Julián Vergara 16/02/1936 Raimundo Blanco 28/09/1941 Manuel Alday 28/02/1943 Rafael Alsúa 02/02/1947 Navarro II 11/09/1949 Miguel Muñoz 30/01/1951 Kubala 18/11/1951 Hermidita 13/01/1952 Vavá 07/12/1958 Armando Merodio 11/01/1959 Pepillo II 07/02/1960 Eulogio Martínez 14/02/1960 Ferenc Puskás 22/01/1961 Fidel Uriarte 31/12/1967 Manolo Clares 28/11/1976 Johann Krankl 14/01/1979 Pitxi Alonso 25/02/1979 Bebeto 01/10/1995 Alen Peternac 19/05/1996 Fernando Morientes 10/02/2002 Radamel Falcao 09/12/2012 |
| Més pòkers (4 gols en un partit)                | César Rodríguez - 5, 28.03.1948 & 12.09.1948 & 19.02.1950 & 10.09.1950 & 26.10.1952 Cristiano Ronaldo - 5, 23/10/2010 & 07/05/2011 & 23/09/2014 & 05/03/2016 & 18/03/2018 Leo Messi - 5, 19.02.2012 & 05.05.2012 & 27.01.2013 & 19/09/2017 & 22/02/2020 | Mundo - 4, 05/10/1941 & 14/12/1941 & 25/10/1942 & 31/03/1946 Telmo Zarra - 4, 11/01/1942 & 18/11/1945 & 20/01/1946 & 19/01/1947 Juan Araujo - 4, 04/12/1949 & 19/11/1950 & 24/02/1952 & 03/10/1954 Pahiño - 4, 16/04/1950 & 07/01/1951 & 13/01/1952 & 10/10/1954 Manolo Badenes - 4, 21/10/1951 & 14/11/1954 & 06/02/1955 & 15/12/1957 Alfredo Di Stéfano - 4, 27/02/1955 & 09/02/1956 & 07/04/1957 & 19/02/1961 | Sañudo - 3, 30.12.1934 & 03.02.1935 & 28.04.1935 |
| Més hat-tricks (3 gols en un partit)            | Leo Messi - 36 | Cristiano Ronaldo - 34 | Telmo Zarra - 23 |
| Més doblets (2 gols en un partit)               | Leo Messi - 133 | Cristiano Ronaldo - 85 | Telmo Zarra - 74 |
| Més gols en una temporada                       | Leo Messi - 50, temp. 2011-12 | Cristiano Ronaldo - 48, temp. 2014-15 | Lionel Messi - 45, temp. 2012-13 |
| Més gols com a local                            | Leo Messi - 277 | Telmo Zarra - 179 | Cristiano Ronaldo - 178 |
| Més gols com a visitant                         | Leo Messi - 197 | Cristiano Ronaldo - 133 | Hugo Sánchez - 92 |
| Més gols en una 1a volta                        | Leo Messi - 28, temp. 2012-13 Cristiano Ronaldo - 28, temp. 2014-15 | Cristiano Ronaldo - 23, temp. 2011-12 | Cristiano Ronaldo - 22, temp. 2010-11 Leo Messi - 22, temp. 2011-12 |
| Més gols en una 2a volta                        | Leo Messi - 28, temp. 2011-12 | Leo Messi - 24, temp. 2014-15 | Cristiano Ronaldo - 23, temp. 2011-12 Luis Suárez - 23, temp. 2015-16 Leo Messi - 23, temp. 2017-18 |
| Més clubs rivals marcant gol                    | Leo Messi - 38 | Raúl González - 35 Aritz Aduriz - 35 Karim Benzema - 35 | Julio Salinas - 34 |
| Més jornades consecutives marcant               | Leo Messi - 19, 2012-13 | Mariano Martín - 10, 1943 Ronaldo - 10, 1997 Cristiano Ronaldo - 10, 2014 | - 8 Isidro Lángara 1934 Isidro Lángara 1935-36 Pruden 1940-41 Telmo Zarra 1945 Fernando Ansola 1964 Juan Antonio Pizzi 1996 Diego Forlán 2009 Leo Messi 2012 Luis Suárez 2017 |
| Més partits consecutius marcant                 | Leo Messi - 21, 2012-13 | Ronaldo - 11, 1997-2002 Cristiano Ronaldo - 11, 2014 | Martínez Català - 10, 1940-41 Mariano Martín - 10, 1943 Leo Messi - 10, 2012 Cristiano Ronaldo - 10, 2017 |
| Golejador més jove                              | Lamine Yamal - 16 anys i 87 dies | Fabrice Olinga - 16 anys i 98 dies | Iker Muniain - 16 anys i 289 dies |
| Golejador més veterà                            | Donato Gama da Silva - 40 anys i 138 dies | Jorge Molina - 40 anys i 15 dies | César Rodríguez - 39 anys i 279 dies |
| Golejador més ràpid                             | Joseba Llorente 7,8 segons, 20/01/2008 | Darío Silva 8,0 segons, 10/12/2000 | Seydou Keita 8,2 segons, 27/03/2014 |
| Més penals marcats                              | Cristiano Ronaldo - 61 (73) | Leo Messi - 60 (73) | Hugo Sánchez - 56 (71) |
| Més penals errats                               | Hugo Sánchez - 15 (71) | Leo Messi - 14 (73) | Quini - 13 (43) |
| Més gols de falta directa                       | Leo Messi - 39 | Cristiano Ronaldo - 20 | Ronald Koeman - 17 |
| Més autogols                                    | Alfonso Aparicio - 5 Fernando Cáceres - 5 Sergi Barjuan - 5 Jordi Alba - 5 | 19 jugadors | Més de 50 jugadors |
| Millors assistents                              | Leo Messi - 192 | Míchel - 147 | Karim Benzema - 119 |
| Més Zamoras                                     | Antoni Ramallets - 5 Víctor Valdés - 5 Jan Oblak - 5 | Juan Acuña - 4 Santiago Cañizares - 4 | - 3 Ricard Zamora Gregorio Blasco Josep Vicente Salvador Sadurní Luis Miguel Arconada Juan Carlos Ablanedo Thibaut Courtois |
| Millors Zamoras                                 | Paco Liaño - coeficient de 0,47, temp. 1993-94 Jan Oblak - coeficient de 0,47, temp. 2015-16 | Marc-André ter Stegen - coeficient de 0,49, temp. 2022-23 | Víctor Valdés - coeficient de 0,50, temp. 2010-11 |
| Més gols encaixats                              | Andoni Zubizarreta - 625 | Ignacio Eizaguirre - 613 | José María Busto - 581 |
| Més partits sense encaixar cap gol              | Andoni Zubizarreta - 235 | Paco Buyo - 213 | Iker Casillas - 177 |
| Més partits consecutius sense encaixar cap gol  | Abel Resino - 13 | - 8 Edgardo Madinabeytia Miguel Reina Viti Claudio Bravo | - 7 Luis Miguel Arconada Juan Garrido Emilio Paco Liaño Paco Buyo José Santiago Cañizares Víctor Valdés |
| Més partits consecutius encaixant un o més gols | Emery Arocena - 54 | Vicente Dauder - 40 | Florenza II - 36 |
| Més penals aturats                              | Diego Alves - 24 (49) | Andoni Zubizarreta - 16 (103) | Paco Buyo - 15 (70) |
| Porters més golejadors                          | Carlos Fenoy - 6 Nacho González - 6 | Toni Prats - 2 | Juan José Santamaría - 1 José Luis Chilavert - 1 Daniel Aranzubía - 1 Marko Dmitrović - 1 Yassine Bounou - 1 |
| Més expulsats                                   | Sergio Ramos - 21 | Pablo Alfaro - 18 Xavier Aguado - 18 | Juanito Rodríguez - 16 |
| Més targetes grogues                            | Sergio Ramos - 194 | Albert Lopo - 162 | Raúl García - 159 |

### Entrenadors
Estadístiques actualitzades fins l'últim partit jugat el 26 maig 2024.
| Rècord                                       | Primer                                                                              | Segon                                                                                 | Tercer                                                                                                 |
| Més títols                                   | Miguel Muñoz - 9                                                                    | Helenio Herrera - 4 Johan Cruyff - 4                                                  | Enrique Fernández Viola - 3 Ferdinand Daučík - 3 Luis Molowny - 3 Leo Beenhakker - 3 Pep Guardiola - 3 |
| Més temporades                               | Luis Aragonés - 25                                                                  | Miguel Muñoz - 22                                                                     | Javier Clemente - 21                                                                                   |
| Més partits                                  | Luis Aragonés - 757                                                                 | Javier Irureta - 612                                                                  | Miguel Muñoz - 608                                                                                     |
| Més partits guanyats                         | Luis Aragonés - 344                                                                 | Miguel Muñoz - 323                                                                    | Diego Pablo Simeone - 268                                                                              |
| Més partits empatats                         | Luis Aragonés - 180                                                                 | Javier Irureta - 166                                                                  | Víctor Fernández - 158                                                                                 |
| Més partits perduts                          | Luis Aragonés - 233                                                                 | José Luis Mendilibar - 198                                                            | Joaquín Caparrós - 197                                                                                 |
| Millor ratxa guanyant (en una temporada)     | Josep Guardiola 16 partits, temp. 2010-11 Zinédine Zidane 16 partits, temp. 2015-16 | Miguel Muñoz 15 partits, temp. 1960-61                                                | Frank Rijkaard 15 partits, temp. 2005-06                                                               |
| Millor ratxa sense perdre (en una temporada) | Ernesto Valverde 36 partits, temp. 2017-18                                          | Alberto Ormaetxea 32 partits, temp. 1979-80 Carlo Ancelotti 32 partits, temp. 2023-24 | Josep Guardiola 31 partits, temp. 2010-11                                                              |
| Més jove                                     | Ramón de Zabalo 23 anys i 212 dies                                                  | Enrique Rubio 25 anys i 5 dies                                                        | Lippo Hertzka 25 anys 124 dies                                                                         |
| Més gran                                     | Helenio Herrera 71 anys i 16 dies                                                   | Manuel Pellegrini 70 anys i 252 dies                                                  | Joaquín Peiró 67 anys i 353 dies                                                                       |

### Partits
Estadístiques actualitzades fins l'últim partit jugat el 4 juny 2023.

### Àrbitres
Estadístiques actualitzades fins l'últim partit jugat el 4 juny 2023.